# Masalia radiata
Masalia radiata là một loài bướm đêm trong họ Noctuidae.